# CA Argentino (Quilmes)
Club Atlético Argentino de Quilmes – argentyński klub piłkarski z siedzibą w mieście Quilmes wchodzącym w skład zespołu miejskiego Buenos Aires.

## Osiągnięcia
- Mistrz drugiej ligi argentyńskiej Primera B: 1938
- Amatorski mistrz Argentyny (liga Primera Amateur):  1945
- Mistrz trzeciej ligi argentyńskiej Primera División C:  1988/1989

## Historia
Klub założony został 1 grudnia 1899 roku. W okresie amatorskim futbolu argentyńskiego regularnie grał w pierwszej lidze. W roku 1908 i 1913 Argentino de Quilmes był trzecim klubem Argentyny. W roku 1939 klub spadł z pierwszej ligi i jak dotąd był to ostatni sezon w najwyższej lidze argentyńskiej.
Następne 43 lata klub grał na przemian w drugiej i trzeciej lidze. W sezonie 2005/06 klub spadł do piątej ligi argentyńskiej Primera D Metropolitana i znalazł się na najniższym szczeblu w swej historii.